# Villanova (Ostuni)
Villanova is een plaats (frazione) in de Italiaanse gemeente Ostuni.